# Long John Silver
Long John Silver és un personatge de ficció de la novel·la L'illa del tresor de l'autor escocès Robert Louis Stevenson. Silver també és conegut pels malnoms de "Barbecue" i " the Sea-Cook".

## Perfil

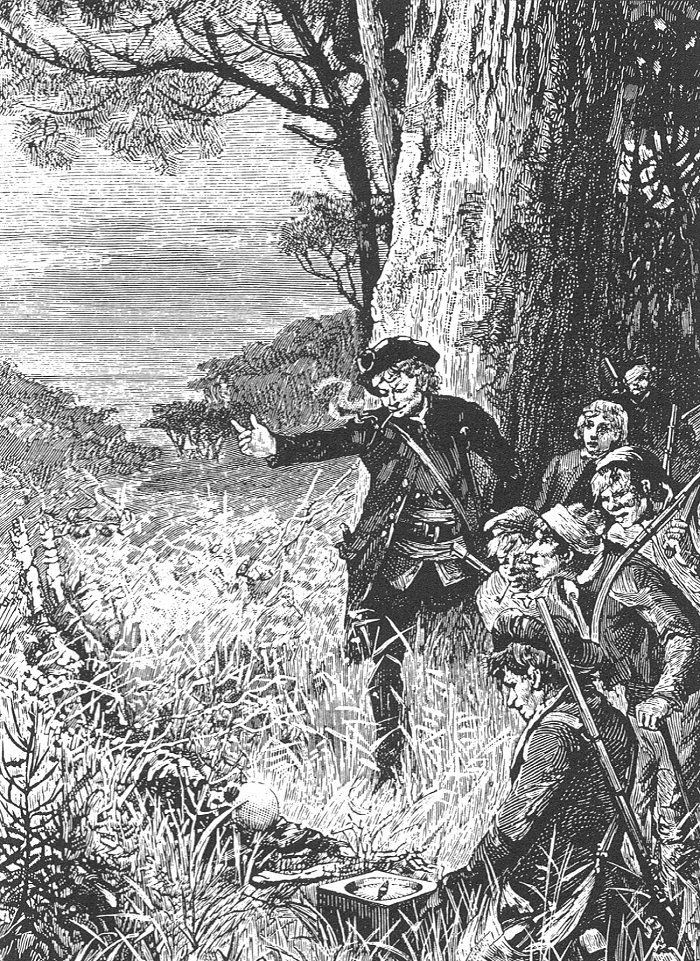
Long John Silver trobant l'esquelet d'Alardyce, il·lustració de Georges Roux.

A L'illa del tresor, Long John Silver és un pirata que al principi sembla estar a favor de realitzar el viatge a l'illa del tresor, però acaba revelant-se com l'antic contramestre del capità Flint i el capitost dels amotinats. Silver relata haver servit a la Marina Reial Royal Navy i perdut la seva cama sota "L'Immortal Hawke", però, es descobreix que en realitat la va perdre en un abordatge pirata davant de Trinitat (el mateix abordatge en què el captaire Pew es va quedar cec). Com molts dels personatges de Robert Louis Stevenson, presenta més d'una dualitat; en aparença Silver és un mariner treballador i agradable, i només al llarg del relat la seva naturalesa infame és gradualment revelada. La seva relació amb Jim Hawkins, el protagonista de la novel·la, és interessant, ja que Jim el veu com un gran i audaç home pel qual sent una profunda admiració, i amb això es crea un gran xoc i emoció quan és descobert com el responsable del motí, i especialment quan Jim ha d'enfrontar-se i lluitar contra ell.
Encara disposat a desfer-se dels seus antics aliats en qualsevol moment en funció només de la seva supervivència, Silver té virtuts compensatòries: és prou llest com per administrar els diners, a diferència de la tendència al malbaratament que caracteritza la majoria dels pirates, i és físicament valerós malgrat la seva discapacitat física; per exemple, quan troben l'amagatall de Flint buit, ell amb serenitat es manté ferm contra cinc homes perillosos malgrat tenir només a Hawkins amb ell.
Quan Silver s'escapa al final de la novel·la, s'emporta "tres-centes o quatre-centes guinees" del tresor, sent així un dels dos únics antics membres de la tripulació de Flint que pot posar les mans sobre una part del tresor -Ben Gunn és l'altre, però ell se'l va gastar tot en dinou dies-. La pròpia ambivalència de Jim cap a Silver es reflecteix en l'últim capítol, quan ell especula que el vell pirata s'ha d'haver instal·lat en un còmode retir.
El retrat de Stevenson de Silver ha influït clarament en la iconografia moderna del pirata. Porta un lloro a l'espatlla, anomenat Captain Flint, en honor del seu anterior comandant. Ha perdut una cama i utilitza una muleta per moure's. Està casat amb una dona de descendència africana, a qui vol creure que gestiona els seus assumptes en la seva absència i liquida els seus béns de Bristol quan no pot tornar a casa.

## Model
Segons una carta de Stevenson, la idea del personatge de Long John Silver estava inspirada pel seu amic William Henley, escriptor i editor. El fillastre de Stevenson, Lloyd Osbourne, va descriure a Henley com "un home alt i brillant amb les espatlles massives amb una barba vermella i una muleta (Henley estava mutilat); divertit, increïblement intel·ligent, i amb una rialla que rodava com la música, tenia un foc i una vitalitat inimaginables, causava una gran impressió". En una carta a Henley, després de la publicació de "L'illa del tresor", Stevenson va escriure "Ara vaig a fer una confessió. Va ser la vista del vostre vigor discapacitat i la vostra autoritat la que va engendrar Long John Silver... la idea d'un home amb discapacitat, comandant i temut pel simple so de la seva veu, es va agafar completament de tu".

## A altres obres
- A Ballad of John Silver, un poema de John Masefield, va ser publicat el 1921.[5]
- Xavier Dorison, Mathieu Lauffray, Long John Silver, Paris; Nova York : Dargaud, 2007. ISBN 9782205056839 Els autors abandonen la idea del personatge desenfrenat per convertir Long John Silver en un orador carismàtic, motivant a la tripulació amb la única força de la seva fe, i temible amb el sable. La sèrie de còmics va constar de quatre àlbums.
- Simon Bent, Under the Black Flag : the early life, adventures and pyracies of the famous Long John Silver before he lost his leg, London : Oberon, 2006. ISBN 9781840026719
- Björn Larsson, Long John Silver – Den äventyrliga och sannfärdiga berättelsen om mitt liv och leverne som lyckoriddare och mänsklighetens fiende, Norstedt, 1995. ISBN 9119422822
- Hi ha una cançó anomenada "Long John" que canta Jean-Louis Murat al seu àlbum Babel.
- L'antagonista de la versió anglesa de l'episodi 7 de la temporada 1 de Duck Dodgers s'anomena Long John Silver el 23è.
- John Silver, interpretat par l'actor australià Luke Arnold, apareix a la sèrie télévisiva Black Sails, preqüela de L'Illa del tresor, en companyia del Capità Flint i altres pirates com Charles Vane, Jack Rackham, Anne Bonny, etc.
- John Silver apareix a la pel·lícula d'animació El guardià de les paraules.
- Long John Silver i el Capità Flint són anomenats a Peter Pan de Barrie.
- A l'episodi bonus de Life is Strange : Before the Storm, l'heroïna Max Caulfield es fa anomenar "Long Max Silver" quan interpreta pirates.
- A El planeta del tresor, pel·lícula d'animació de Disney que reprén el clàssic de Stevenson, el personatge apareix com un cyborg amb un ull, un braç i una cama substituïts per pròtesis cibernètiques.